# Maywood (zespół muzyczny)
Maywood – żeński duet wokalny z Holandii założony w latach 70. XX wieku i działający do połowy lat 90. Duet tworzyły Alice May i Caren Wood. W roku 1990 reprezentował swój kraj w Konkursie Eurowizji w Zagrzebiu, nie odnosząc jednak sukcesu.
Największe przeboje pochodzą z początku lat osiemdziesiątych: „Give Me Back My Love” (1980), „Mother How Are You Today” (1980), „Late At Night” (1980), „Rio” (1981), „Standing In The Twilight” (1984).

## Dyskografia

### Albumy
- 1980 – Maywood
- 1981 – Different Worlds
- 1982 – Colour My Rainbow
- 1987 – Beside You
- 1989 – Het Beste Van Maywood
- 1990 – Achter De Horizon
- 1991 – 6 Of The Thirties
- 1992 – De Hits Van Maywood
- 1994 – More Maywood
- 1996 – Good For Gold
- 2003 – Hollands Glorie – Maywood
- 2006 – Box Set 4 CD Collection (tylko w Holandii)

### Single
- 1979 – Since I Met You
- 1979 – You Treated Me Wron
- 1980 – Give Me Back My Love
- 1980 – Mother, How Are You Today?
- 1980 – Late At Night[1]
- 1980 – Mutter (tylko w Niemczech)
- 1980 – Lichtermeer (tylko w Niemczech)
- 1981 – Distant Love
- 1981 – Rio
- 1981 – Mano
- 1982 – Get Away
- 1982 – Star
- 1982 – Colour My Rainbow (tylko w Niemczech)
- 1982 – I Believe In Love
- 1982 – No More Winds To Guide Me (tylko w Niemczech)
- 1983 – Ask for Tina
- 1983 – Show Me The Way To Paradise
- 1984 – Late At Night
- 1984 – Standing In The Twilight
- 1985 – It Takes A Lifetime
- 1985 – Lonely Nights
- 1986 – When I Look Into Your Eyes
- 1987 – Help The Children Of Brazil
- 1987 – If You Need A Friend
- 1987 – Break Away
- 1989 – Kom In Mijn Armen
- 1989 – Hey Hey Hey
- 1990 – Ik Wil Alles Met Je Delen
- 1991 – Ik Blijf Naar Jou Verlangen
- 1992 – Stupid Cupid
- 1993 – You And I
- 1993 – Give Me Something
- 1993 – Blue Sunday Morning